# Orsa spelmän (musikalbum)
Orsa spelmän från 1988 är Orsa spelmäns debutalbum.

## Låtlista
Låtarna är skrivna av Olle Moraeus om inget annat anges.
1. Lilla Cilla – 2:55
2. Norsk export – 1:58
3. Drömpolska (Leif Göras) – 2:18
4. Kyrkpolskan – 1:50
5. Falkmarschen – 2:14
6. Gawell-polskan (Nils-Erik Göthe) – 1:50
7. Lindgrens Tivoli – 3:10
8. Kickis brudvals – 2:54
9. Brudmarsch till Per och Anna (Per-Erik Moraeus) – 2:05
10. Michola-polskan – 2:27
11. Bälter Svens paradpolkett – 3:03
12. Görels polska – 2:05
13. Kvesjøvalsen – 3:01
14. Leckans' 40 års-polska – 2:12
15. Visa från Venjan (efter Richard Dybeck) – 4:10

## Medverkande
- Orsa spelmän
  - Per-Erik Moraeus – fiol (spår 1, 2, 5, 7, 9–12, 15), klarinett (spår 8, 13)
  - Leif Göras – fiol (spår 1–3, 5, 7–15)
  - Olle Moraeus – fiol (spår 1–5, 7–15)
  - Nils-Erik Göthe – fiol (spår 1, 2, 5, 6, 8–13, 15), gitarr (spår 7)
  - Kalle Moraeus – fiol (spår 1, 2, 5, 6, 8–10, 12), gitarr (spår 2, 11, 13, 15), kontrabas (spår 7), sång (spår 5)
- Benny Andersson – dragspel (spår 2, 7, 11, 13), synthesizer (spår 3, 5, 8, 9, 13, 15)
- Jan-Anders Ernlund – kontrabas (spår 2, 11, 13, 15)
- Anders Bjernulf – fiol (spår 1, 5, 7, 9)
- Jonas Hjalmarsson – fiol (spår 1, 5, 7, 9)
- Anders Jakobsson – fiol (spår 1, 3, 5, 7, 9)
- Kalle Liljeberg – fiol (spår 1, 5, 7, 9)